# Clermont-en-Argonne
Clermont-en-Argonne és un municipi francès situat al departament del Mosa i a la regió del Gran Est. L'any 2007 tenia 1.615 habitants.

## Demografia

### Població
El 2007 la població de fet de Clermont-en-Argonne era de 1.615 persones. Hi havia 600 famílies, de les quals 170 eren unipersonals (50 homes vivint sols i 120 dones vivint soles), 207 parelles sense fills, 161 parelles amb fills i 62 famílies monoparentals amb fills.
La població ha evolucionat segons el següent gràfic:
Habitants censats

### Habitatges
El 2007 hi havia 700 habitatges, 604 eren l'habitatge principal de la família, 23 eren segones residències i 73 estaven desocupats. 592 eren cases i 105 eren apartaments. Dels 604 habitatges principals, 379 estaven ocupats pels seus propietaris, 207 estaven llogats i ocupats pels llogaters i 19 estaven cedits a títol gratuït; 2 tenien una cambra, 34 en tenien dues, 88 en tenien tres, 169 en tenien quatre i 311 en tenien cinc o més. 481 habitatges disposaven pel capbaix d'una plaça de pàrquing. A 291 habitatges hi havia un automòbil i a 230 n'hi havia dos o més.

### Piràmide de població
La piràmide de població per edats i sexe el 2009 era:
| Homes | Edats   | Dones |
| ----- | ------- | ----- |
| 0     | 95 o +  | 8     |
| 0     | 90 a 94 | 16    |
| 20    | 85 a 89 | 32    |
| 8     | 80 a 84 | 12    |
| 40    | 75 a 79 | 28    |
| 36    | 70 a 74 | 44    |
| 36    | 65 a 69 | 56    |
| 48    | 60 a 64 | 36    |
| 28    | 55 a 59 | 60    |
| 68    | 50 a 54 | 64    |
| 60    | 45 a 49 | 40    |
| 64    | 40 a 44 | 80    |
| 32    | 35 a 39 | 56    |
| 64    | 30 a 34 | 72    |
| 40    | 25 a 29 | 68    |
| 44    | 20 a 24 | 12    |
| 88    | 15 a 19 | 52    |
| 84    | 10 a 14 | 68    |
| 64    | 5 a 9   | 72    |
| 44    | 0 a 4   | 64    |

## Economia
El 2007 la població en edat de treballar era de 985 persones, 627 eren actives i 358 eren inactives. De les 627 persones actives 553 estaven ocupades (293 homes i 260 dones) i 75 estaven aturades (31 homes i 44 dones). De les 358 persones inactives 122 estaven jubilades, 65 estaven estudiant i 171 estaven classificades com a «altres inactius».

### Ingressos
El 2009 a Clermont-en-Argonne hi havia 582 unitats fiscals que integraven 1.370,5 persones, la mediana anual d'ingressos fiscals per persona era de 16.366 €.

### Activitats econòmiques
Dels 69 establiments que hi havia el 2007, 4 eren d'empreses extractives, 1 d'una empresa alimentària, 1 d'una empresa de fabricació de material elèctric, 3 d'empreses de fabricació d'altres productes industrials, 5 d'empreses de construcció, 12 d'empreses de comerç i reparació d'automòbils, 5 d'empreses de transport, 5 d'empreses d'hostatgeria i restauració, 7 d'empreses financeres, 4 d'empreses immobiliàries, 3 d'empreses de serveis, 13 d'entitats de l'administració pública i 6 d'empreses classificades com a «altres activitats de serveis».
Dels 14 establiments de servei als particulars que hi havia el 2009, 1 era una oficina d'administració d'Hisenda pública, 1 gendarmeria, 1 oficina de correu, 2 oficines bancàries, 1 taller de reparació d'automòbils i de material agrícola, 1 guixaire pintor, 1 fusteria, 1 lampisteria, 3 perruqueries, 1 restaurant i 1 agència immobiliària.
Dels 5 establiments comercials que hi havia el 2009, 1 era un hipermercat, 1 una botiga de més de 120 m², 1 una botiga de menys de 120 m² i 2 floristeries.
L'any 2000 a Clermont-en-Argonne hi havia 31 explotacions agrícoles que ocupaven un total de 3.348 hectàrees.

## Equipaments sanitaris i escolars
El 2009 hi havia 1 farmàcia i 1 ambulància.
El 2009 hi havia 1 escola maternal i 1 escola elemental. Clermont-en-Argonne disposava d'un col·legi d'educació secundària amb 249 alumnes.

## Poblacions més properes
El següent diagrama mostra les poblacions més properes.